# ALL CITY STEPPERS
ALL CITY STEPPERS（オール シティ ステッパーズ）は日本の4人組ロックバンド。2013年3月3日結成。同年8月21日シングル「Precious Girl」でデビュー。

## 概要
2008年、ダンス＆ボーカルユニットw-inds.のメンバーとして活動しているRyuichiが当時アンダーグラウンドで所属していたバンドRadio Foundationと、Leo率いるThe John's Guerrillaの対バンが実現。会場にはRyuichiの幼馴染でベーシストのRyukiが偶然来場しており、これが3人の出会いの契機となる。2009年7月、Radio Foundationのボーカルでヘアモデルの宮奥謙馬が急逝した際に3人が再会し、以来親交を深める。2013年3月3日、Ryuichiの呼び掛けによりALL CITY STEPPERSを結成。5月12日より東阪ツアー「Stepper's session」を開催。バンド名は、国籍年齢問わず全てのリスナーをステップさせるような音楽をとの意が込められている。

## メンバー
- Leo (今村怜央)  　 ボーカル　ギター
- Ryuichi (緒方龍一)　 ボーカル　ギター
- Ryuki (前田竜希) 　ベース

- Tadashi (岩丸正) 　ドラムス

## 作品

### ミュージックビデオ
| 監督     | 曲名              |
| -------- | ----------------- |
| 黒柳勝喜 | 「Precious Girl」 |
| 黒柳勝喜 | 「WITCH」         |
| 不明     | 「LITTLE WORLD」  |